# 職業指導
職業指導（しょくぎょうしどう、英: vocational guidanceまたは英: career guidance）は、職業に就こうとする個人に対して、職業選択や職業適性に関する支援をする活動の事である。

## 概要
職業安定法（昭和22年法律第141号）の第4条第4項における定義によれば、『「職業指導」とは、職業に就こうとする者に対し、実習、講習、指示、助言、情報の提供その他の方法により、その者の能力に適合する職業の選択を容易にさせ、及びその職業に対する適応性を増大させるために行う指導をいう』とされている。日本では、一般的にこの定義が広く用いられている。なお、職業訓練は、一般的に特定の職業に対する実務的な訓練であり、職業指導とやや異なる概念である。
職業指導は、就職指導・進路指導・キャリア教育と同義と考えられることもある。一方、人間にとって職業が重要であることをふまえて、職業に就くことを志し、職業を見つけて、必要な訓練を経て、職業に適応していくという個人の一連の過程全体を支援することが職業指導だと考えられることもある。
日本における職業指導は、公共施設だと公共職業安定所などで行われている。また、教育施設（学校など）や児童福祉施設なども職業指導を行っている。

## 歴史
職業紹介・職業指導は社会運動のひとつとして、19世紀末から20世紀の初頭にかけ、米国で起こった。
20世紀初頭、米国の鉱工業生産は世界トップとなった。しかしそれは急激な成長によるものであったことから、米国社会は多くの歪みを抱えることになった。特に工場労働者、賃労働者の急増、都市への人口集中、さらには移民労働者の大量流入による多民族化（米国が今日の多民族国家となった理由のひとつが、この当時の急激な米国の工業社会化である。）による差別の激化、失業、貧困、都市のスラム化などが問題となった。これらの問題に対応することが米国社会全体として求められた。
多様な対応が求められることから試行錯誤がなされたが、職業の点で、初めてそれに理論的根拠を与えたのはＦ・パースンズであった。パースンズは、実践と経験に基づく職業紹介と職業指導を行った。その内容は「特性因子理論」、世界で初めての職業紹介・職業指導の理論として2018年現在に至るまで有効な理論として定着している。
日本での職業指導は、米国より大正時代に輸入されたことに起端する。1920年には、公設の専門機関、大阪市立職業相談所（後の大阪市立中央職業紹介所）で、翌1921年には、東京に中央職業紹介所が新設され、さらに職業紹介法が制定された。
1940年には中小商工業転失業者対策の一つとして国民職業指導所、国民勤労訓練所が設置された。国民職業指導所は既に道府県に存在していた職業紹介所、中央商工相談所を統合して職業転換の勧奨、相談指導、就業者の紹介、斡旋等を一体的に行うことを目的とした。国民勤労訓練所は新たに設置する合宿所形式の職業訓練施設で三か月間の集中指導が行われた。

### 学校教育と職業指導
職業指導の要は学校であることから、1922年ごろから各学校での就職指導が始まり、その指導員の養成が重視され、1924年には東京高等師範学校において、日本初の職業指導の講義が始まった。
1926年11月、文部省訓令第20号「児童生徒ノ個性尊重及職業指導に関スル件」および次官通牒が発令され、学校での職業指導における指針・内容が明示された。これに基づいて、学校に向けての児童生徒の適性を考えた職業指導の啓蒙がなされた。しかし、第二次世界大戦が近づくにつれ、戦争のための労務計画に基づく強制的な労働人材の振り分けがなされるようになり、いわゆる滅私奉公に向かうことになった。1943年に国民学校で「職業指導科」が設立されたものの、もはやそのころには戦況悪化により授業どころではなくなっていた。
第二次世界大戦後の1948年、「職業科」が発足し、職業指導が行われ始めたが、1949年5月には「職業・家庭科」とする通達が文部省よりなされた。1951年の学習指導要領改訂により、職業・家庭科での職業指導の役割は、特別教育活動（後の特別活動）に徐々に移っていった。1953年には各学校に職業指導主事を置くことができるようになったが、ここで財政的な事情により、職業指導の教員免許がなくても教員免許を有するものであれば誰でも職業指導主事に任命できるものとされ、さらに1958年の学習指導要領改訂で、中学校で、職業・家庭科が「技術・家庭科」とされ、職業科は消滅、職業指導は進路指導と名を変えて、全教員によって実施されるものとされ、教育職員免許法上、職業指導の免許はあるが、特にその免許をもっていることを要求する教員採用数が激減することになった。そしてこのことが後に、特に中学校、また高等学校（主に普通科）での、深刻な職業指導の素人化を招くことになった。
2017年11月の教育職員免許法改正において、小・中・高等学校の教員免許の取得要件に「進路指導およびキャリア教育の理論及び方法」が追加され、全教員に進路指導の専門知識を持たせることが義務付けられ、全ての小・中・高等学校学校に職業に関する専門知識を持った教員の供給がようやく開始されることになった。

## 職業指導担当者の養成
教育職員免許状の授与申請（教職課程履修）に当たっては、教育職員免許法施行規則で、下記の教科の取得要件として、「職業指導」の科目区分（「教科に関する科目」の扱い）を履修することが定められている。
- 中学校（第四条）：職業、職業指導
- 高等学校（第五条）：農業、工業、商業、水産、商船、職業指導

「職業指導」科の免許もあり、下記の科目区分を履修すれば取ることも出来る。
- 職業指導（旧免：4単位）
- 職業指導の技術（旧免：10単位）
- 職業指導の運営管理（旧免：6単位）

しかし、主免許でとる課程も、教員採用試験で募集されることも皆無であり、取得率も0.0％ときわめて少ない。
また、職業訓練指導員の免許取得に当たっては、職業能力開発促進法施行規則の別表第十一に定められた「指導方法」の科目内で、「生活指導」の一部として職業指導の内容を取り扱うほか、「訓練生の心理」において、職業指導に関する心理学を、「職業訓練原理」において、職業指導にも共通する内容を取り扱っている。
高等学校の教科・福祉にも、「教科に関する科目」の中で職業指導の科目区分設定があるが、上記の教科のような「職業指導」単独の科目区分設定ではなく、「社会福祉学（職業指導を含む。）」の科目区分設定となり、この区分に入る履修すべき科目の中に職業指導の内容を包括していればよいことになっている。このため、この区分で履修・取得すべき単位の講義科目名として、「社会福祉原論(職業指導を含む)」のような形とし、講義内容に職業指導の内容が一部に含まれていれば条件が満たされることになる。なお、高等学校で、普通教科・専門教科ともにある「情報」の場合は、「教科に関する科目」で設定されている科目上、「情報と職業」という科目区分が存在するが、本稿で述べている「職業指導」そのものを指すわけではなく、別物とされる。
旧免許法では、施行規則上4単位以上とされていたため、4単位科目として設定されている教育機関が多くみられるが、2000年度以降入学者は、施行規則上1単位以上とされており、これ以降に当該教科の課程が開設された教育機関では2単位科目で設定されている場合もある(旧免許法上、教科の設定のなかった「福祉」についても運用自体は同様で、「社会福祉学（職業指導を含む。）」の科目区分が1単位以上必履修の扱い)。また、カリキュラム変更に併せて、4単位から2単位に減じた教育機関も一部で見られる。

### 大学の科目としての「職業指導」の運用
なお、上述の教科以外の免許取得の際、読替等により、「教科又は教職に関する科目」ないしは「教職に関する科目」のうち「進路指導」（あるいは「教育相談」）に相当する科目、として扱われる場合がある(1997年度以前の大学入学者に適用される、旧々免許法施行規則の適用者など)。このため、一例として、経営学部などで、1999年度までに大学に入学し、高等学校の公民と商業の免許状の単位を修得した場合は、新法への読替に伴って、「学力に関する証明書」上、公民では(旧法では対象外となっていた)「教科又は教職に関する科目」、商業では(従前同様)「教科に関する科目」として扱われる場合がある。
この他、社会教育主事任用資格の課程で「職業指導」が科目設定されている場合もあり、「商業」などの免許状が設定されていない学部・学科でも、同等あるいは共通に「職業指導」が受講可能な場合がある。この際、例えば、「商業」の免許状所有者が、社会教育主事任用資格を得るために他大学に入学した場合は、「職業指導」を社会教育主事の科目として、科目認定する場合がある（ただし、職業指導を設定している学部・学科が職業指導を教職課程の科目として課程認定されていない・教職の科目としては履修できない場合については、学力に関する証明書上の履修科目として記載されることはない）。